# Luis Arnau Palomar
Luis Arnau Palomar (Barcelona,  4 de mayo de 1870 - Barcelona, 16 de febrero de 1899), fue un compositor y pianista español.

## Biografía
Estudió solfeo y piano con Josep M. Ballvé y Anselm Barba en la escolanía de la colegiata de Santa Ana de Barcelona. Amplió los estudios musicales en Barcelona con Isaac Albéniz, Juan Bautista Pujol (piano), Felipe Pedrell (armonía y composición) y Cosme Ribera. Posteriormente fue subvencionado por el Ayuntamiento de Barcelona para viajar a París y realizar estudios de perfeccionamiento con Charles-Marie Widor. También fue alumno de la escuela municipal de música de Barcelona. Durante los últimos años se dedicó a la enseñanza. 
El fondo de partituras de Luis Arnau se conserva en la Biblioteca de Cataluña.

## Obra

### Partituras manuscritas
- À toi : suite de valses (1897), para piano. La partitura original se puede consultar en la Memoria Digital de Catalunya.
- Aquelarre
- Amor di patria, para voz y piano.
- Amore è maggio.
- Anima ferita (1894), para voz y piano.
- Ave Maria.
- Baciar.
- Belsai: polka-marcha. Arreglada para gran banda por Celestí Sadurní. La partitura original se puede consultar en la MDC.
- Canto árabe
- Canto d'un angelo
- Canzone del Nord (1897), para voz y piano.
- Ciel sereno
- Cuarteto en la menor, música de cámara.
- Donna adorata, para voz y piano (1898).
- Dormi angelo mio, para voz y piano.
- Galop: a cuatro manos (Barcelona, 19 de julio de 1892). La partitura original se puede consulta en la MDC.
- Giammai!
- Las golondrinas.
- Habanera, para piano(1896).
- Impromptu: Llorando, pieza romántica( Barcelona, 20 de abril de 1892). La partitura original se puede consultar en la MDC.
- Margarita Gautier : mazurka : "Carta ultima de la "Dama de las camelias" (Barcelona, 20 de abril de 1891). La partitura original se puede consultar en la MDC.
- Mazurka, para piano a cuatro manos.
- Mazurka, para piano en do major (Barcelona, 14 de enero de 1893).
- Mazurka, para piano en la menor (Barcelona, 7 de mayo de 1892).
- Mazurka, para piano, núm. 7.
- Matilde, mazurca (Barcelona, 3 de julio de 1893).
- Melodia, para piano (1896).
- Minuetto: Matilde.
- Napolitana (16 de febrero de 1895). La partitura original se puede consultar en la MDC.
- Non credo niente, para voz y piano(1896).
- Non dormir, para voz y piano (1897).
- Nuit d'été.
- O salutaris.
- Ocho piezas musicales, para piano(1904).
- Pei campi, para voz y piano(1898).
- Los Reyes Magos, zarzuela
- Romanza, para piano. La partitura original se puede consulta en la MDC.
- Santa María, para armonio.
- Si vous saviez!: hoja de álbum, para piano (26 de enero de 1896).
- Sospiri
- [Suite de valsos]  (Moncada, 18 de junio de 1894).
- T'amo, para voz y piano (1898).
- 3er Nocturno (Barcelona, 4 de septiembre de 1893). La partitura original se puede consultar en la MDC.
- Valse, para piano en fa major (Barcelona, 21 de octubre de 1892).
- Valse, para piano en la bemol mayor.
- Valz "Primavera" (Barcelona, 10 de diciembre de 1892).
- Vien pei campi.
- Walz, para piano a cuatro manos (Barcelona, 28 de mayo [18--?]).

### Ediciones
- Amore è maggio / Parole di Angelo Bignotti. Barcelona: Juan Bta. Pujol, [ca. 1900].
- Ave María. Unión Musical Española.
- Baciar=Un baiser: canzonetta / Parole di A. Bignotti; paroles françaises de Jules Ruelle. Barcelona: Juan Bta. Pujol, [ca. 1900].
- Canzone del Nord / Parole di Angelo Bignotti. Barcelona: Juan Bta. Pujol, [18--?].
- Carmen: melodia / Parole di Angelo Bignotti. Barcelona: Juan Bta. Pujol, [18--?].
- Che cosa è Dio?: melodia / parole di Aleardo Aleardi. Barcelona: Juan Bta. Pujol, 1894.
- Che cosa è Dio?: melodia n.º 2 / parole di Aleardo Aleardi. Barcelona: Sindicato Musical Barcelonés Dotesio, [ca. 1900].
- Confidenza=Confidenze / parole di S. Trullol y Plana; traduction française de Jules Ruelle. Barcelona: Juan Bta. Pujol, [18--?]
- Donna adorata: melodia / parole di Angelo Bignotti. Barcelona: Juan Bta. Pujol, [18--?].
- Gardenia. Madrid: Ildefonso Alier.
- Las golondrinas: melodía / poesía de A. Bécquer. Barcelona: Juan Bta. Pujol, [ca. 1900].
- Habanera. Madrid: Ildefonso Alier, 1896.
- Lamento. Unión Musical Española, 1892.
- María: nocturno. [S.l.]: [s.n.], [18--?].
- Mazurkas. París: A. Quinzard & Cie., [ca. 1900].
- Mazurkas. Madrid: Ildefonso Alier, [1908?].
- Melodía. Madrid: Ildefonso Alier, 1896.
- Mia dama: canzone / parole di Angelo Bignotti. Barcelona: Juan Bta. Pujol, [18--?].
- Non credo niente : risposta al Baciar : canzone / parole di A. Bignotti. Barcelona: Juan Bta. Pujol, [18--?].
- Non dormir / parole di Angelo Bignotti. Barcelona: Sindicato Musical Barcelonés Dotesio, [19--?].
- Nuit d'eté: sérénade pour violon et piano. Barcelona: Juan Bta. Pujol, [18--?].
- O salutaris: á solo o coro al unísono. Barcelona: Juan Bta. Pujol & Ca., [1898?].
- Ocho piezas musicales. Unión Musical Española, 1904. Contiene: Donna adorata; No credo niente, Mia dama, T'amo; Amore e Maggio; Carmen; Pei campi; Première valse).
- Obras póstumas de Luis Arnau. Barcelona [etc.]: Vidal Llimona y Boceta, [ca. 1900]. 3 vols.
- Le Papillon blessé: capricho para piano. La Música Ilustrada Hispanoamericana.
- Pei campi: canzonetta / parole di Angelo Bignotti. Barcelona: Juan Bta. Pujol, [19--?].
- Più non m'ami / parole di Angelo Bignotti. Barcelona: Sindicato Musical Barcelonés Dotesio, [19--?].
- Première valse: pour piano. Barcelona: Juan Bta. Pujol, [189-?].
- Raggio di luna: melodia / parole di Angelo Bignotti. Madrid-Barcelona [etc.]: Unión Musical Española, [19--?].
- T'amo : serenata: risposta al "Non dormir" / parole di Angelo Bignotti. Barcelona: Juan Bta. Pujol, [18--?].
- La vita è nulla. Unión Musical Española.

### Registros sonoros
- Napolitana / Ejecutada por Montserrat Sampere. [1898-1918]. El cilindro se puede escuchar en la MDC.